# Akbar II
Akbar II, med det fullständiga namnet Abu Nasir Mu'in ud-din Muhammad Akbar Shah II, även känd som Akbar Shah II, född 22 april 1760 i Mukundpur, Marathariket, död 28 september 1837 i Delhi, Mogulriket, var en indisk stormogul som efterträdde sin far Shah Alam II vid dennes död 1806. Han regerade fram till sin död 1837.
Vid hans tillträde som stormogul var det en position helt utan verklig makt. Akbar levde av ett apanage från Brittiska Ostindiska Kompaniet i Röda Fortet i Delhi. Genom att sända Ram Mohan Roy på diplomatiskt uppdrag till England försökte Akbar återfå en del av de befogenheter som britterna garanterat vid sitt ursprungliga intåg i Delhi, men britterna var inte beredda att göra några eftergifter.